# Imatong Mountains
Imatong Mountains är en bergskedja i Sydsudan.   Den ligger i delstaten Eastern Equatoria, i den sydöstra delen av landet, 160 kilometer sydost om huvudstaden Juba.
Den högsta toppen är Garia, 2 424 meter över havet.
Topografiskt ingår följande toppar i Imatong Mountains:
- Garia
- Isaru
- Isubhak